# Tantalato di litio
Il tantalato di litio è una perovskite con formula chimica LiTaO3 che possiede proprietà ottiche, piezoelettriche e piroelettriche uniche che la rendono preziosa per l'ottica non lineare, sensori a infrarossi passivi come rilevatori di movimento, generazione e rilevamento di terahertz, applicazioni di onde acustiche di superficie, telefoni cellulari e fusione nucleare piroelettrica.

## Proprietà e struttura cristallina

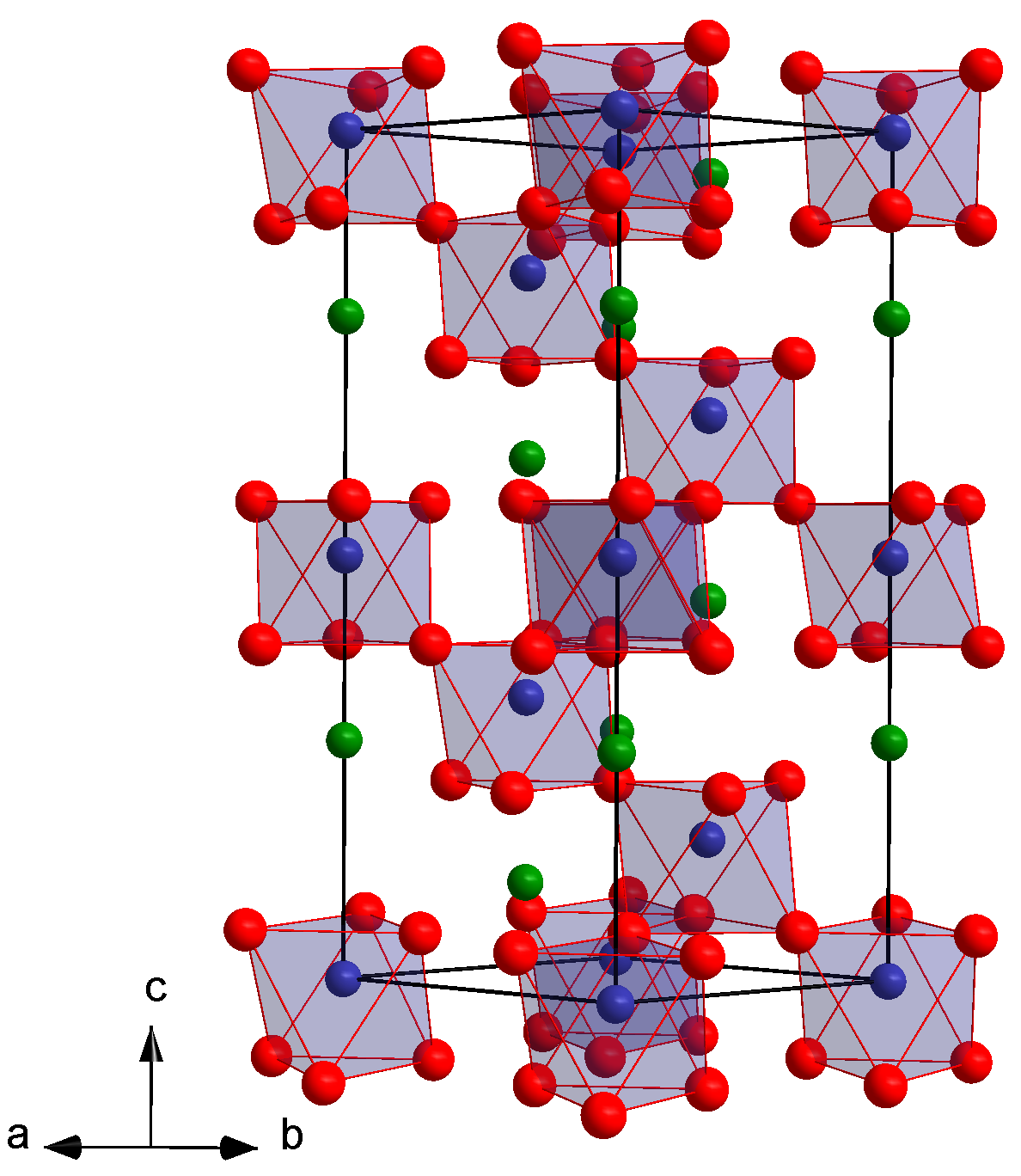
__ Li^{+} __ Ta^{5+} __ O^{2−} Struttura cristallina del tantalato di litio.

Il tantalato di litio è un solido. Ha una struttura cristallina trigonale con gruppo spaziale R3c (gruppo spaziale n° 161) e una capacità termica specifica di {\displaystyle 424\,\mathrm {J/(K} \cdot kg)}. Come il niobato di litio, è ferroelettrico, elettro-ottico lineare, piezoelettrico e piroelettrico. Il tantalato di litio è debolmente birifrangente.

## Produzione
Il tantalato di litio può essere ottenuto facendo reagire il carbonato di litio con l'ossido di tantalio:
{\displaystyle {\ce {Li2CO3\ +\ Ta2O5->2LiTaO3\ +\ CO2\uparrow }}}

## Utilizzo
I cristalli di tantalato di litio sono utilizzati come Q-switch elettro-ottico e substrato per ottiche, sensori e convertitori di frequenza integrati. Sono principalmente utilizzati per implementare le componenti di un'onda acustica di superficie. In relazione agli studi sulla pirofusione, come sorgente di tensione è stato utilizzato un cristallo piroelettrico di tantalato di litio.

## Fusione piroelettrica
Gli scienziati Brian Naranjo, Jim Gimzewski e Seth Putterman dell'UCLA hanno applicato una grande differenza di temperatura a un cristallo di tantalato di litio, producendo una carica abbastanza grande da generare e accelerare un fascio di nuclei di deuterio in un bersaglio deuterato con conseguente produzione di un piccolo flusso di elio-3 e neutroni attraverso la fusione nucleare senza calore o pressione estremi.
È improbabile che sia utile per la generazione di energia elettrica, poiché l'energia necessaria per produrre le reazioni di fusione ha superato l'energia prodotta da esse. Si pensa che la tecnica possa essere utile per piccoli generatori di neutroni, specialmente se il fascio di deuterio viene sostituito da uno di trizio. Confrontando questo con il contenimento elettrostatico del plasma ionico per ottenere la fusione in un "fusore", questo metodo concentra l'accelerazione elettrica su un bersaglio di deuterio non ionizzato molto più piccolo senza calore.

## Interazione con altre sostanze
Un articolo mostra una differenza nella temperatura e nel meccanismo di congelamento dell'acqua in ghiaccio, a seconda della carica applicata a una superficie di cristalli piroelettrici di tantalato di litio.

## Curiosità
Il tantalato di litio si trova naturalmente sotto forma del minerale lithiowodginite, sebbene quest'ultimo abbia la formula LiTa3O8 e rappresenti quindi un composto chimico differente.